# Jaejamština
Jaejamština (jaejamsky: 八重山物言, Yaimamuni) je jazyk, který se používá na nejjižnějším japonském souostroví Jaejama. Patří do jazykové rodiny japonsko-rjúkjúských jazyků (stejně jako japonština), v rámci kterých se řadí do podskupiny rjúkjúských jazyků a jižních rjúkjúských jazyků. Ačkoliv patří do stejné jazykové rodiny jako japonština tak je jaejamština odlišným jazykem, ačkoliv ho japonská vláda označuje jen jako dialekt japonštiny (podobně jako například okinawštinu).
Jaejamština má na každém ostrově souostroví rozdílný dialekt, dialekt z ostrova Jonaguni se dokonce často považuje za samostatný jazyk, jonagunštinu. Dialekt z ostrova Taketomi je zase bližší severním rjúkjúským jazykům, například okinawštině.
Počet mluvčích není znám, odhaduje se že běžně jaejamštinu používá jen přibližně 10 000 lidí, převážně doma. Jaejamština je používána spíše starší generací, mladší generace používají téměř výhradně japonštinu. S jaejamštinou se lze ale setkat v některých písních nebo při některých rituálech, a existují programy na záchranu tohoto jazyka.

## Příklady

### Číslovky
| Jaejamsky | Česky |
| tutsi     | jeden |
| tatsi     | dva   |
| mitsi     | tři   |
| dutsi     | čtyři |
| itsitsi   | pět   |
| mutsi     | šest  |
| nanatsi   | sedm  |
| datsi     | osm   |
| kugunutsi | devět |
| tu        | deset |

## Ukázka
Ukázka základních zdvořilostních frází v jaejamštině (v přepisu) a český překlad:
- Sutumudi misharorunneːraː (Dobré ráno)
- Yoːnnarisuŋa (Dobrý večer)
- Miːhaiyuː (Děkuji)
- Gurishimihoːryaːyoː (Omlouvám se)